# Grèce au Concours Eurovision de la chanson 2011
La Grèce a participé au Concours Eurovision de la chanson 2011. 
Le 2 mars 2011, une sélection nationale est organisée. La chanson Watch my dance de Loúkas Yórkas feat. Stereo Mike est alors choisie.

## Finale 2011
| Passage | Artiste                         | Chanson                   | Traduction | Compositeur(s)                                      |
| ------- | ------------------------------- | ------------------------- | ---------- | --------------------------------------------------- |
| 1       | Kokkina Halia                   | « Come With Me »          | -          | Kokkina Halia, Andreas Galanopoulos                 |
| 2       | Valanto Trifonos                | « The Time is Now »       | -          | Johan Ramström, Patrik Magnusson, Martti Vuorinen   |
| 3       | Trimitonio                      | « Chamoyéla » (Χαμογέλα)  | Souris     | Nikos Terzis, Vaggelis Konstantinidis               |
| 4       | Antigoni Psihrami               | « It’s All Greek to Me! » | -          | Apostolos Psihramis, Dimitris S., Gerard James Borg |
| 5       | Loúkas Yórkas feat. Stereo Mike | « Watch My Dance »        | -          | Giannis Christodoulopoulos, Eleana Vrahali          |
| 6       | Nikki Ponte                     | « I Don’t Wanna Dance »   | -          | Jonas Saeed, Pia Sjöberg                            |

## À l'Eurovision
Le pays participera à la première demi-finale le 10 mai 2011.